# Peso corporeo (fisiologia umana)

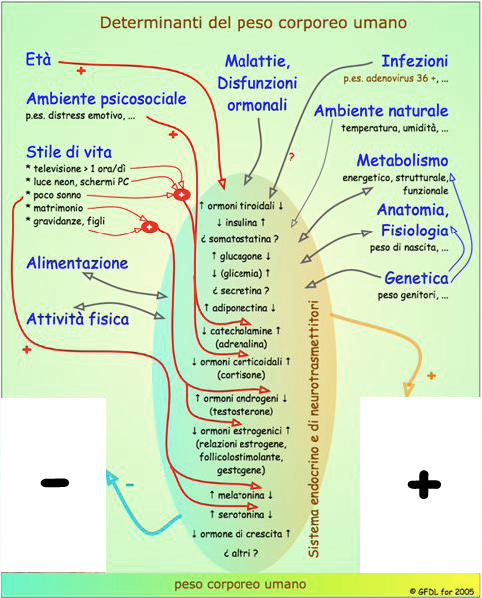
Determinanti del peso corporeo

Il peso corporeo degli esseri umani è determinato dalla massa di tessuti, organi e liquidi dell'organismo.
Il peso corporeo, o meglio lo spostamento del peso corporeo oltre i limiti ideali (peso forma). Il peso corporeo è uno dei dati più importanti della fisiologia e della patologia dell'uomo e degli animali, desunto dalla determinazione, mediante la bilancia, del peso del corpo privo di vesti.
Introdotto nella pratica medica come mezzo per riconoscere lo stato fisiologico e patologico dell'uomo da Santorio Santori, fornisce oggi la base di ogni ricerca sullo stato funzionale dell'organismo. Un primo indicativo è dato dalla statura: il peso si sviluppa approssimativamente in proporzione al cubo della statura. Il secondo indicativo è dato dalla quantità di liquidi ritenuti. Questa dipende essenzialmente da ormoni (ADH, aldosterone) e dal funzionamento del sistema linfatico.
Il terzo indicativo è dato dalle scorte energetiche (grasso bianco) che un organismo ha accumulato. La quantità di grasso dipende dalla quantità di cellule lipidiche (adipociti) che possiede al momento e dal loro riempimento. A seconda del regime alimentare seguito possono riempirsi o svuotarsi, mentre è ormai assodato che in età adulta non vengono generate nuove cellule lipidiche (adipociti).

## Determinanti del peso corporeo
Fattori determinanti che influenzano il peso corporeo umano: 
- genetica: peso dei genitori
- anatomia e fisiologia individuale
- metabolismo individuale
- gestazione, peso alla nascita
- infezioni (p.es. l'adenovirus 36 e altri 6 microrganismi sono noti per creare adiposità)
- malattie e disfunzioni ormonali
- età
- ambiente psicosociale
- stile di vita

A oggi non è affatto chiara l'importanza dei vari fattori sul peso; da alcuni si sostiene che il ruolo principale è dato da fattori ormonali, ma la maggioranza dei ricercatori è propensa a credere che una cattiva alimentazione e la mancanza di attività fisica siano i maggiori responsabili dell'incremento ponderale.

## Normopeso, sovrappeso, obesità, sottopeso
Il peso è correlato a indici di mortalità e morbilità per diverse patologie qualora risulti troppo distante dal proprio peso forma. Valori intorno al peso forma fanno parte del range di normopeso, mentre un difetto in negativo si definisce sottopeso, ed i difetti in positivo sono noti come sovrappeso (eccesso moderato) o obesità (eccesso notevole).
Altri studiosi utilizzano tabelle come quella dell'OMS che sotto riportiamo. In ogni caso, sembra prendere sempre più piede la strada di valutare il peso corporeo in relazione alla qualità della vita del soggetto, con particolare riferimento alla diminuzione del rischio di malattie croniche più o meno invalidanti.
- Indicativamente, rispetto al Peso forma si può fare la seguente classificazione:
  - - 55 %: Morte per fame
  - - 50 %: Inedia gravissima (si raggiunge dopo 60-80 giorni di digiuno totale)
  - - 25 %: Inedia (si raggiunge dopo 30-40 giorni di digiuno totale)
  - - 10 %: Sottopeso (nel Terzo mondo, è spesso dovuto a denutrizione o malnutrizione[1])
  - -10 < +10%: Normopeso
  - + 10 %: Sovrappeso
  - + 30 %: Obesità
  - + 60 %: Obesità grave
  - + 100%: Obesità morbosa

### Sottopeso
Si definisce "sottopeso" un individuo con un IMC < 18,5. Con un IMC superiore a 17,5 si è in una situazione di sottopeso lieve, tra 16 e 17,5 sottopeso moderato, mentre sotto i 16 kg/m² è grave si va generalmente in inedia. A livello sanitario, il sottopeso è indice o di una troppo esigua massa grassa, con conseguente indebolimento delle difese immunitarie e della salute in generale, oppure la massa grassa è nella norma ma si ha una muscolatura e/o ossatura troppo gracile e debole (soggetti sedentari e/o magri costituzionali). Gli individui dall'ossatura piccola (longilinei, di esile costituzione fisica) hanno di conseguenza un peso corporeo più basso della media e rientrano ancora nella norma finché mantengono un IMC intorno a 18. In casi di magrezza costituzionale o di generale sottopeso di moderata entità è sufficiente una dieta ipercalorica e sana associata ad un'attività fisica volta ad aumentare la massa muscolare (ad es. sollevamento pesi in palestra). 
I casi di sottopeso grave sono invece molto più critici e richiedono un immediato intervento medico poiché dipendono da cause importanti quali disturbi alimentari o psicologici (es. anoressia) o tossicodipendenza e alcolismo.
Altrettanto seria è la condizione di individui che, senza diete dimagranti o aumento dell'attività fisica, iniziano a perdere gradualmente peso (chiaro sintomo di malattia).

### Sovrappeso
Si parla di "sovrappeso" quando il peso corporeo di un individuo è moderatamente al di sopra del suo peso-forma, indicando una moderata quantità di grasso in eccesso. Generalmente si definisce in sovrappeso un individuo con 25<IMC<30, tuttavia questo metodo non è accurato per chi ha una sviluppata massa muscolare, poiché risulterebbe in sovrappeso pur avendo uno sviluppo dei muscoli più elevato rispetto a quello del grasso, dato che i muscoli hanno un'alta densità e aumentano il peso corporeo. 
Finché è lieve, il sovrappeso non è un problema per la persona, non ha impatto sulla salute generale e si può facilmente risolvere aumentando l'attività fisica o controllando la dieta, senza tuttavia intraprendere diete ipocaloriche o regimi troppo rigidi; infatti un dimagrimento eccessivo o scriteriato (che fa perdere molti muscoli e poco grasso) risulta molto più dannoso del lieve sovrappeso, che non crea rischi per la salute. Diversamente un sovrappeso importante inizia a essere pericoloso perché inizia a sovraccaricare di lavoro l'apparato cardiovascolare, innalzando il lavoro della pompa cardiaca e di conseguenza dei vasi sanguigni, ed è un serio campanello d'allarme per il rischio dell'obesità di I classe. Per valutare correttamente il grado di sovrappeso è meglio calcolare, unitamente all'IMC, la percentuale di massa grassa, per esaminare quanto grasso di troppo c'è effettivamente nel corpo e prendere gli opportuni provvedimenti.

### Obesità

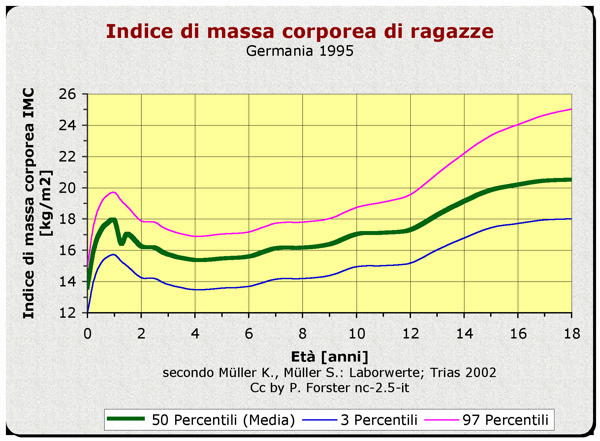
Indice di massa corporea in non adulte, sane ragazze tedesche

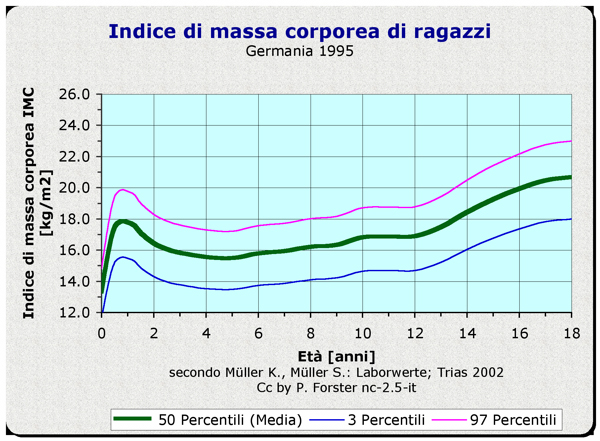
Indice di massa corporea in non adulti, sani ragazzi tedeschi

L'obesità è una condizione clinica caratterizzata da un peso corporeo molto al di sopra dei valori normali, dovuto ad una elevatissima presenza di grasso; l'IMC degli obesi è superiore a 30 kg/m².  In psicologia può essere classificata come disturbo dell'alimentazione. Sono comunque importanti anche il fattore circonferenziale (> 1.1) , gli sbalzi di peso (> +/- 10% all'anno) e la percentuale di grasso corporeo.
Dopo averne chiarito le cause, si tentano di modificare le condizioni psicosociali che hanno eventualmente portato alla stessa, e di ridurre e controllare il peso attuale, cosa che con gli anni abbassa il rischio cardiovascolare. 
L'obesità (a seconda della sua entità) aumenta il rischio di diabete, ipertensione, ipercolesterolemia, infarto, ictus e molti altri problemi di salute; per il trattamento più appropriato è indispensabile consultare un medico specializzato, che in genere consiglia dieta e attività fisica se l'obesità è moderata (IMC entro 35 kg/m²), altrimenti se il disturbo è di maggiore gravità si può ricorrere anche ad interventi chirurgici come la liposuzione.

## Diete restrittive e cure dimagranti

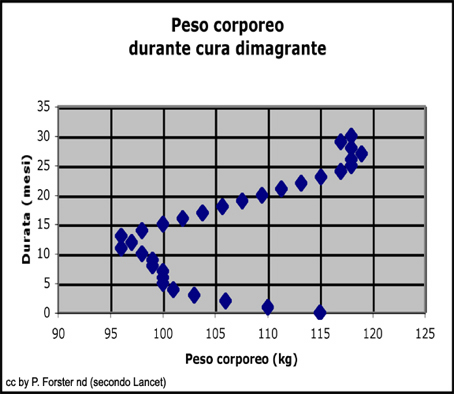
Percorso di cure dimagranti

### Tabella di magrezza dell'OMS (1998)
| Valutazione | IMC, BMI (kg/m²) |
| ----------- | ---------------- |
| Sottopeso   | < 18,5           |
| Normale     | Da 18,5 a 24,9   |
| Sovrappeso  | Da 25 a 29,9     |
| Obeso       | Da 30 in su      |

## Peso corporeo e mortalità

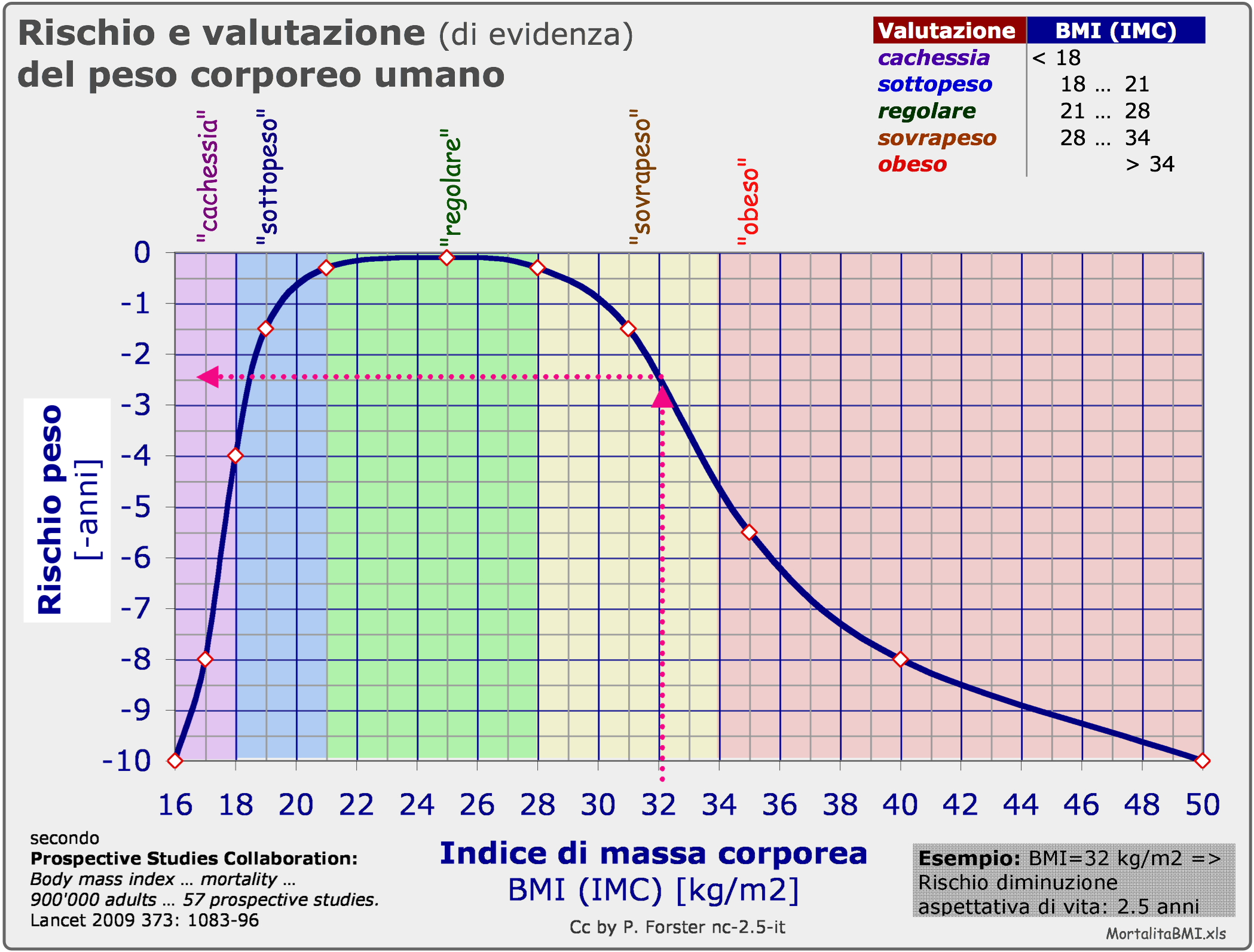
Peso corporeo e mortalità

La mortalità è minima con un indice di massa corporea tra 21 e 28 kg/m². Lancet 2006